# 가미오카정 (기후현)
가미오카정(일본어: 神岡町)은 일본 기후현 요시키군에 있던 정이다.
1950년 6월 10일에 후나쓰정과, 아소부촌, 소데카와촌이 합병해 탄생하였다.
2004년 2월 1일에 후루카와정, 미야가와정, 가와이촌과 합병해 히다시가 되었다.

## 지리
기후현의 북동단에 위치하며 산악으로 둘러싸인 하안단구에 시가지가 있다. 아연을 산출하여 이타이이타이병의 원인이 된 신오카 광산이 있으며, 이 마을은 특히 근세 이후에는 광산 마을로 번창하였다.

## 역사
- 1884년 가미오카정에 동사무소를 설치하였다.
- 1950년 6월 10일 - 후나쓰정, 아소부촌, 소데카와촌이 합병해 성립하였다.
- 2004년 2월 1일 - 후루카와정, 미야가와정, 가와이촌과 합병해 히다시가 성립하였다. 동일 가미오카정은 폐지되었다.

## 교통

### 도로
- 국도 제41호선
- 국도 제471호선

## 참고 문헌
- 角川日本地名大辞典編纂委員会,『角川日本地名大辞典 21 岐阜県』1980, 角川書店